# The Rocketeer
The Rocketeer is een Amerikaanse film uit 1991 van regisseur Joe Johnston.

## Verhaal
Het is het jaar 1938. Cliff Secord, een stuntpiloot, krijgt per toeval een prototype jetpack in handen, waarmee hij gaat rondvliegen. Maar dan blijken zowel gangsters, nazi's als de FBI achter hem aan te zitten.

## Rolbezetting
| Acteur            | Personage                                        |
| ----------------- | ------------------------------------------------ |
| Billy Campbell    | Cliff Secord / The Rocketeer (als Bill Campbell) |
| Jennifer Connelly | Jenny Blake                                      |
| Alan Arkin        | A. 'Peevy' Peabody                               |
| Timothy Dalton    | Neville Sinclair                                 |
| Paul Sorvino      | Eddie Valentine                                  |
| Terry O'Quinn     | Howard Hughes                                    |
| Ed Lauter         | FBI-agent Fitch                                  |
| James Handy       | FBI-agent 'Wooly' Wolinski                       |
| Tiny Ron          | Lothar (als Tiny Ron Taylor)                     |
| Jon Polito        | Bigelow                                          |
| Eddie Jones       | Malcolm                                          |
| William Sanderson | Skeets                                           |
| Don Pugsley       | Goose                                            |
| Nada Despotovich  | Irma                                             |
| Margo Martindale  | Millie                                           |
| America Martin    | Patsy                                            |
| Clint Howard      | Mark                                             |